# Lonnie Waters
Jenna Heart (California, 21 de mayo de 1983) también conocida como Lonnie Waters es una actriz pornográfica estadounidense.

## Filmografía
- Beach Patrol
- Beautiful / Nasty 2
- Best Of Stocking Secrets
- Can You Be A Pornstar? 1 & 2
- Chasey's Back
- Confessions Of An Adulteress
- Dark Deception
- Dez's Dirty Weekend 1
- Dinner Party 3: Cocktales
- Eager Beavers 7
- Fem Bella
- Getaway
- Guide to Eating Out
- Guilty Pleasures
- Hook-ups 4
- Jack's Playground 2
- Jack's Playground 8
- Juggies
- Limo Patrol 2
- MILF Cruiser 2
- Moments Of Clarity
- Mystified 3: The Sorceress
- Notty Moments
- PPV-1854: Best of Panty Crotch Jerk Off Encouragement Views
- Pussy Foot'n 8
- Pussy Party 1
- Pussyman's Decadent Divas 21
- Soloerotica 4
- Stocking Secrets 8
- Teen Spirit 5